# 中野宗助
中野 宗助（なかの そうすけ、1885年（明治18年）7月20日 - 1963年（昭和38年）3月2日）は、日本の剣道家。段位は範士十段。流派は鉄仲流。

## 経歴
1885年（明治18年）、福岡県に生まれる。彼の生家は貧しかったが、故郷筑後国田主丸（現久留米市田主丸町）に道場を構え、地元青少年に剣道を指南していた剣道家にして教育者、吉瀬善五郎（きちぜ・ぜんごろう）が道場主を務める武徳館（現在、田主丸町大字豊城の武徳館跡地には記念碑が建立されている）に幼くして入門し、師吉瀬善五郎の指導の下で厳しい修練を積み、剣道家としてその才能を大きく開花させた。
吉瀬家との交流は、師善五郎の没後も、自らの死の時まで続く。
1898年（明治31年）、長崎県の高尾鉄叟（鉄仲流）に入門。
行余学舎を卒業後、大日本武徳会武術教員養成所を卒業。
1906年（明治39年）、大日本武徳会本部剣道科助手に就任。
1908年（明治41年）、京都府警察部剣道師範に就任。
1910年（明治43年）、大日本武徳会から剣道精錬証を授与される。
1911年（明治44年）、大日本武徳会武道専門学校助教授に就任。
1916年（大正5年）、剣道教士に昇進。
1927年（昭和2年）、剣道範士に昇進。
1929年（昭和4年）、御大礼記念天覧武道大会指定選士の部に出場。橋本統陽を破ったが堀田徳次郎と植田平太郎に敗れリーグ戦敗退した。
1931年（昭和6年）、朝鮮総督府警務局剣道師範に就任。
1934年（昭和9年）、皇太子殿下御誕生奉祝天覧武道大会特選試合に出場し、斎村五郎との試合を披露。
1940年（昭和15年）、紀元二千六百年奉祝天覧武道大会特選試合に出場し、持田盛二との試合を披露。
太平洋戦争後、警察や高校の剣道師範を歴任する。
1957年（昭和32年）、全日本剣道連盟から剣道十段を授与される。
1963年（昭和38年）、死去。享年77。
現在、中野宗助の記念碑が田主丸町田主丸の來光寺（真宗大谷派）境内に建つ。その碑銘は、彼にとって終生の好敵手であり続けた、同じ福岡県人でもある斎村五郎（さいむら・ごろう）十段の揮毫による。
中野宗助は、同寺の吉瀬家墓地に隣接する、中野家累代墓に眠っている。